# Idiotipo

El idiotipo se basa en la región variable (etiquetada VL y VH en el diagrama)

En inmunología, un idiotipo es una característica compartida entre un grupo de moléculas de inmunoglobulina o receptor de células T (TCR) basado en la especificidad de unión al antígeno y, por lo tanto, en la estructura de su región variable. La región variable de los receptores de antígeno de las células T (TCR) y las células B (inmunoglobulinas) contienen regiones determinantes de la complementariedad (CDR) con secuencias de aminoácidos únicas. Definen la superficie y las propiedades de la región variable, determinando la especificidad del antígeno y, por lo tanto, el idiotopo de la molécula. Las inmunoglobulinas o TCR con un idiotopo compartido son del mismo idiotipo. El idiotipo del anticuerpo está determinado por: 
- Reordenamiento genético
- Diversidad de unión
- P-nucleótidos (nucleótidos palindrómicos en sitios de roturas de cadena sencilla)
- N-nucleótidos
- Hipermutaciones somáticas

## Etimología y uso
La palabra idiotipo proviene de dos raíces griegas, idio que significa 'privado, distintivo, peculiar' y typos que significan 'marca'. Por lo tanto, el idiotipo describe la secuencia distintiva y la región que hace que cualquier inmunoglobulina/TCR sea única de otras del mismo tipo, que es su región variable. 
El término "idiotipo" a veces se usa para describir la colección de múltiples idiotopos y, por lo tanto, la capacidad general de unión al antígeno que posee un anticuerpo. 
La palabra "idiotipo" se hizo influyente en inmunología cuando Niels Jerne formuló su teoría de la red inmune. Jerne recibió el Premio Nobel de Fisiología o Medicina en 1984 en gran parte por ser el padre de la teoría de la red inmune. Definió idiotipo como el conjunto de epítopos en la región V de una molécula de anticuerpo, donde epítopo significa un determinante antigénico. También definió el "paratopo" como la parte de una región variable de anticuerpos que se une a un antígeno. La versión mejor desarrollada de la teoría de la red inmune se llama teoría de la red simétrica, en la que la distinción entre idiotipo y paratopo no juega ningún papel. 